# العواش (خيران المحرق)

تعديل مصدري - تعديل

العواش هي إحدى قرى عزلة شرقي الخميسين بمديرية خيران المحرق التابعة لمحافظة حجة، بلغ تعداد سكانها 1140 نسمة حسب تعداد اليمن لعام 2004.